# Нассім Бен Халіфа
Нассім Бен Халіфа (фр. Nassim Ben Khalifa, нар. 13 січня 1992, Морж) — швейцарський футболіст туніського походження, нападник японського клубу «Санфречче Хіросіма».
Виступав, зокрема, за клуб «Грассгоппер», а також національну збірну Швейцарії.
Володар Кубка Швейцарії. Чемпіон Тунісу. Володар Кубка Джей-ліги.

## Клубна кар'єра
Народився 13 січня 1992 року в місті Морж.
У дорослому футболі дебютував 2009 року виступами за команду «Грассгоппер», у якій провів один сезон, взявши участь у 28 матчах чемпіонату. 
Згодом з 2010 по 2012 рік грав у складі команд «Вольфсбург II», «Вольфсбург», «Нюрнберг» II, «Нюрнберг» та «Янг Бойз».
Своєю грою за останню команду знову привернув увагу представників тренерського штабу клубу «Грассгоппер», до складу якого повернувся 2012 року. Цього разу відіграв за команду з Цюриха наступні три сезони своєї ігрової кар'єри. Більшість часу, проведеного у складі «Грассгоппера», був основним гравцем атакувальної ланки команди.
Протягом 2015—2022 років захищав кольори клубів «Ескішехірспор», «Мехелен», «Лозанна», «Санкт-Галлен», «Грассгоппер» та «Есперанс».
До складу клубу «Санфречче Хіросіма» приєднався 2022 року. Станом на 5 листопада 2022 року відіграв за команду з Хіросіми 25 матчів у національному чемпіонаті.

## Виступи за збірні
У 2007 році дебютував у складі юнацької збірної Швейцарії (U-15), загалом на юнацькому рівні взяв участь у 43 іграх, відзначившись 19 забитими голами.
Протягом 2010–2014 років залучався до складу молодіжної збірної Швейцарії. На молодіжному рівні зіграв у 25 офіційних матчах, забив 4 голи.
У 2010 році дебютував в офіційних матчах у складі національної збірної Швейцарії.

## Статистика виступів

### Статистика виступів за збірну
| Дата       | Місто                  | Господарі | Результат | Гості     | Турнір            | Голи | Примітки |
| ---------- | ---------------------- | --------- | --------- | --------- | ----------------- | ---- | -------- |
| 11-8-2010  | Клагенфурт-ам-Вертерзе | Австрія   | 0 – 1     | Швейцарія | товариський матч  | -    | 71'      |
| 17-11-2010 | Женева                 | Швейцарія | 2 – 2     | Україна   | товариський матч  | -    | 76'      |
| 6-9-2011   | Базель                 | Швейцарія | 3 – 1     | Болгарія  | Відбір до ЧЄ 2012 | -    | 91'      |
| 14-11-2012 | Радес                  | Туніс     | 1 – 2     | Швейцарія | товариський матч  | -    | 72'      |
| Усього     |                        | Матчів    | 4         |           | Голів             | 0    |          |

| Дата      | Місто        | Господарі | Результат | Гості     | Турнір                             | Голи | Примітки |
| --------- | ------------ | --------- | --------- | --------- | ---------------------------------- | ---- | -------- |
| 26-5-2010 | Санкт-Галлен | Швейцарія | 0 – 2     | Туреччина | Кваліфікація молодіжного Євро-2011 | -    |          |
| 30-5-2010 | Тбілісі      | Грузія    | 0 – 0     | Швейцарія | Кваліфікація молодіжного Євро-2011 | -    |          |
| 3-9-2010  | Лугано       | Швейцарія | 1 – 0     | Ірландія  | Кваліфікація молодіжного Євро-2011 | -    | 72'      |
| Усього    |              | Матчів    | 25        |           | Голів                              | 4    |          |

## Титули і досягнення
- Володар Кубка Швейцарії (1):

«Грассгоппер»: 2012-2013
- Чемпіон Тунісу (1):

«Есперанс»: 2021
- Володар Кубка Джей-ліги (1):

«Санфречче Хіросіма»: 2022